# Rocky Mountains
Die Rocky Mountains [ˌɹɒkiˈmaʊntənz], umgangssprachlich Rockies genannt, sind ein ausgedehntes Faltengebirge im westlichen Nordamerika. Die Gebirgskette erstreckt sich, je nach Definition, über 3100 km (bis zum Liard River – übliche Grenze) bis zu 5100 km (über die Mackenzie Mountains bis zum Westende der Brookskette in Alaska – von Geologen und US-Geographen verwendet) von New Mexico durch die kontinentalen Vereinigten Staaten bis nach Kanada (beziehungsweise Alaska) und bilden eine der wesentlichen geografischen Provinzen der USA. Ihr Name bedeutet übersetzt „felsiges Gebirge“.
Die Rockies werden häufig in die drei Bereiche Kanadische Rocky Mountains, Nördliche (Idaho, Montana, Nordwest-Wyoming) und Südliche Rocky Mountains (Südost-Wyoming, Colorado, Nord-New Mexico) untergliedert. Der Mount Elbert in Colorado ist mit 4399 m der höchste Berg der Rocky Mountains.
Die Rocky Mountains sind Teil der von Feuerland bis Alaska reichenden Kordilleren. Sie beheimaten bedeutende Nationalparks wie den Yellowstone-Nationalpark und diverse Wintersportzentren. Außerdem sind sie reich an Bodenschätzen. Die in den Rocky Mountains gelegenen US-Bundesstaaten werden als Mountain States bezeichnet.
Nicht zu den Rocky Mountains zählen die pazifischen Küstengebirge, die Kaskadenkette und die Sierra Nevada. Die Zuordnung der Columbia Mountains an der Grenze zwischen Kanada und den USA ist uneinheitlich.

## Geologie und Geografie

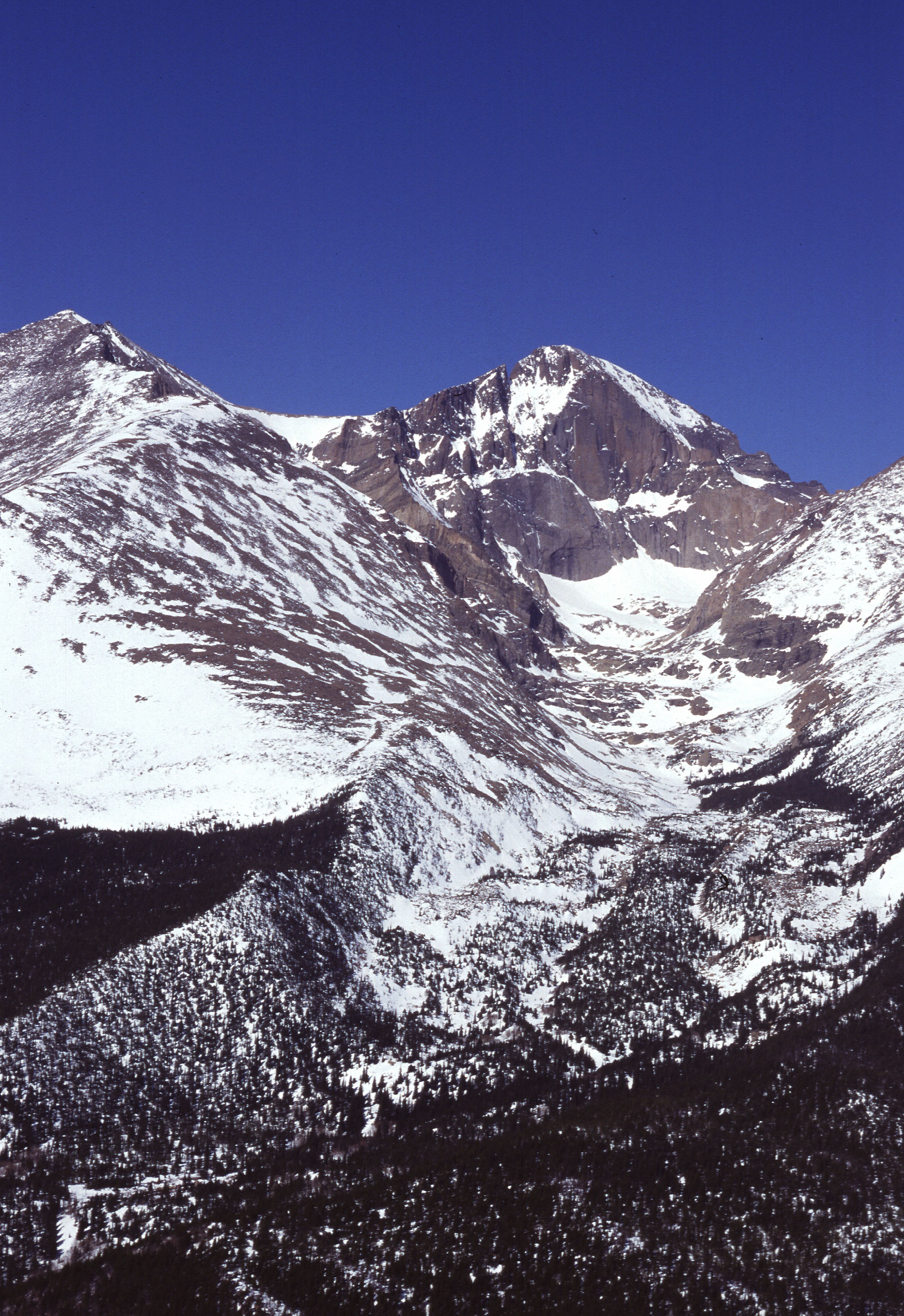
Schneeanhäufung in über 4000 Meter Höhe auf dem Longs Peak, Colorado

Bereits vor 600–750 Millionen Jahren waren in Nordamerika riesige Gebirge entstanden, die aber in den folgenden 400 Millionen Jahren beinahe vollständig wieder abgetragen wurden. Einzig einige Gesteinsmassen im Süden stammen noch aus jener vergangenen Zeit.
Das heutige Felsengebirge entstand zum größten Teil während des von Geologen als laramische Orogenese genannten Zeitabschnittes, der vor etwa 70 Millionen Jahren begann und vor ca. 30–40 Millionen Jahren endete. Nachdem die Berge etwa so hoch waren wie der Himalaya heute, begannen sich Teile in Nordwestamerika zu strecken und große Krustenteile im Südwesten der Gebirgshochebene unterlagen einem starken Dehnungsprozess, der sie in Gebirgsketten, Hochebenen und Täler aufbrechen ließ. Dieses Gebiet wird heute als Basin and Range Province bezeichnet und umfasst die Wüste Großes Becken und benachbarte Regionen.
Zwischen dem ausgehenden Pleistozän und dem Holozän (vor 70.000–11.000 Jahren) waren die Rocky Mountains zu weiten Teilen vergletschert.
Die Rocky Mountains bestehen zum größten Teil aus metamorphem und magmatischem Gestein. An den Rändern der südlichen Rocky Mountains ist auch jüngeres Sedimentgestein zu finden und in den San Juan Mountains und in anderen Gebieten zuweilen vulkanogenes Gestein aus dem Tertiär.
Die Breite (Ost-West-Ausdehnung) der Bergketten schwankt stark. Am breitesten sind die Rocky Mountains im US-Bundesstaat Colorado mit 500–600 km. Von der Yellowstone-Gegend an nach Norden spalten sie sich in mehrere Bergketten auf, mit teilweise geringen Breiten von 50 bis 120 km.
Durchschnittlich sind die Rocky Mountains 2000–3000 Meter hoch. Die höchsten Berge der Rocky Mountains finden sich im Bereich des US-Bundesstaates Colorado und seiner direkten Nachbarstaaten, wo es viele Gipfel über 4000 m gibt. Vom Glacier-Nationalpark an nördlich sind die Gipfel zunehmend vergletschert. Ebenfalls in der nördlichen Hälfte finden sich teilweise ausgedehnte Hochebenen – die größte ist das Great Divide Basin –, die von parallel verlaufenden Gebirgszügen begrenzt werden. Im südlichen Teil weisen die Bergformen meist eher abgerundete Erosionsformen auf.
Im Gebiet des Yellowstone-Nationalparkes ist die Erdkruste mitunter sehr stark ausgedünnt und magmatisch durchsetzt. So finden sich dort tausende vulkanogener Objekte wie Geysire und Heiße Quellen.

## Flüsse

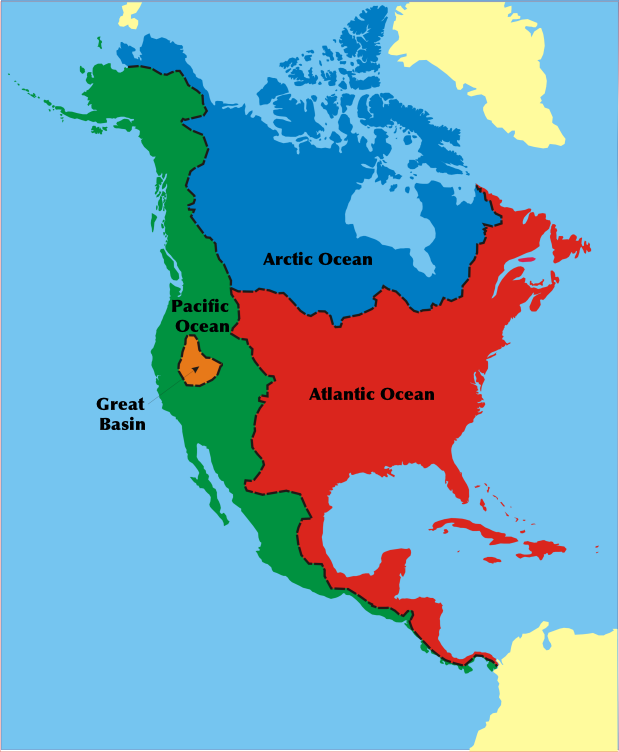
Nordamerikanische Wasserscheide entlang der Rocky Mountains

Entlang der Rocky Mountains verläuft die nordamerikanische Wasserscheide (Continental Divide). Die Flüsse, die in den Rocky Mountains entspringen, münden schließlich in drei verschiedenen Ozeanen: im Atlantischen Ozean, im Pazifischen Ozean und im Nordpolarmeer. Der 2444 Meter hohe Triple Divide Peak im Glacier-Nationalpark ist der Wasserscheidepunkt, von dem Niederschläge in alle drei Meere abfließen.
In den Rocky Mountains entspringen folgende bedeutendere Flüsse:
| Atlantik (Hudson Bay): - North Saskatchewan River - South Saskatchewan River Atlantik (Golf von Mexiko): - Missouri River - Platte River - Rio Grande - Yellowstone River | Pazifik: - Colorado River - Columbia River - Fraser River - Kootenay River - Snake River - Yukon River | Nordpolarmeer: - Athabasca River - Liard River - Peace River |

## Klima
In den Rocky Mountains herrscht oft Westwind, der die Wolken vom Pazifik herauf treibt und sie an ihnen stauen und abregnen lässt. Dies hat für die Pazifikküste überdurchschnittlich viel Niederschläge zur Folge und für die dahinterliegenden Great Plains Trockenheit. Das Wetter in den Rocky Mountains selbst ist demgemäß meist wolkenbedeckt. Eine Ausnahme stellt das Yellowstone-Gebiet dar, wo es zu wochenlangen Schönwetterperioden kommen kann.
Das Klima der Rocky Mountains ist für das Bergland typisch. Die Durchschnittstemperatur beträgt rund 6 °C. Mit 28 °C ist der Juli der heißeste Monat, der Januar mit −14 °C der kälteste. Der Jahresniederschlag liegt bei schätzungsweise 36 cm.
Die Sommer in den Rocky Mountains sind mit 15 °C und 15 cm Niederschlag warm und trocken. Im Juli gewittert es durchschnittlich 18 Stunden. Besonders im August führen die Gewitter oft zu Waldbränden.
Der Winter ist dagegen sehr kalt und nass, mit −2 °C und 29 cm Niederschlag. Schneeschichten von fünf bis sechs Metern sind keine Seltenheit; im Norden können sie gar 15–18 Meter betragen. Allerdings dringen im Winter zuweilen Warmluftmassen vom Pazifik her ins Landesinnere. Dieser Wind wird Chinook genannt und kann plötzliche Temperaturanstiege von 20 bis 25 °C verursachen.

### Auswirkungen des Klimawandels

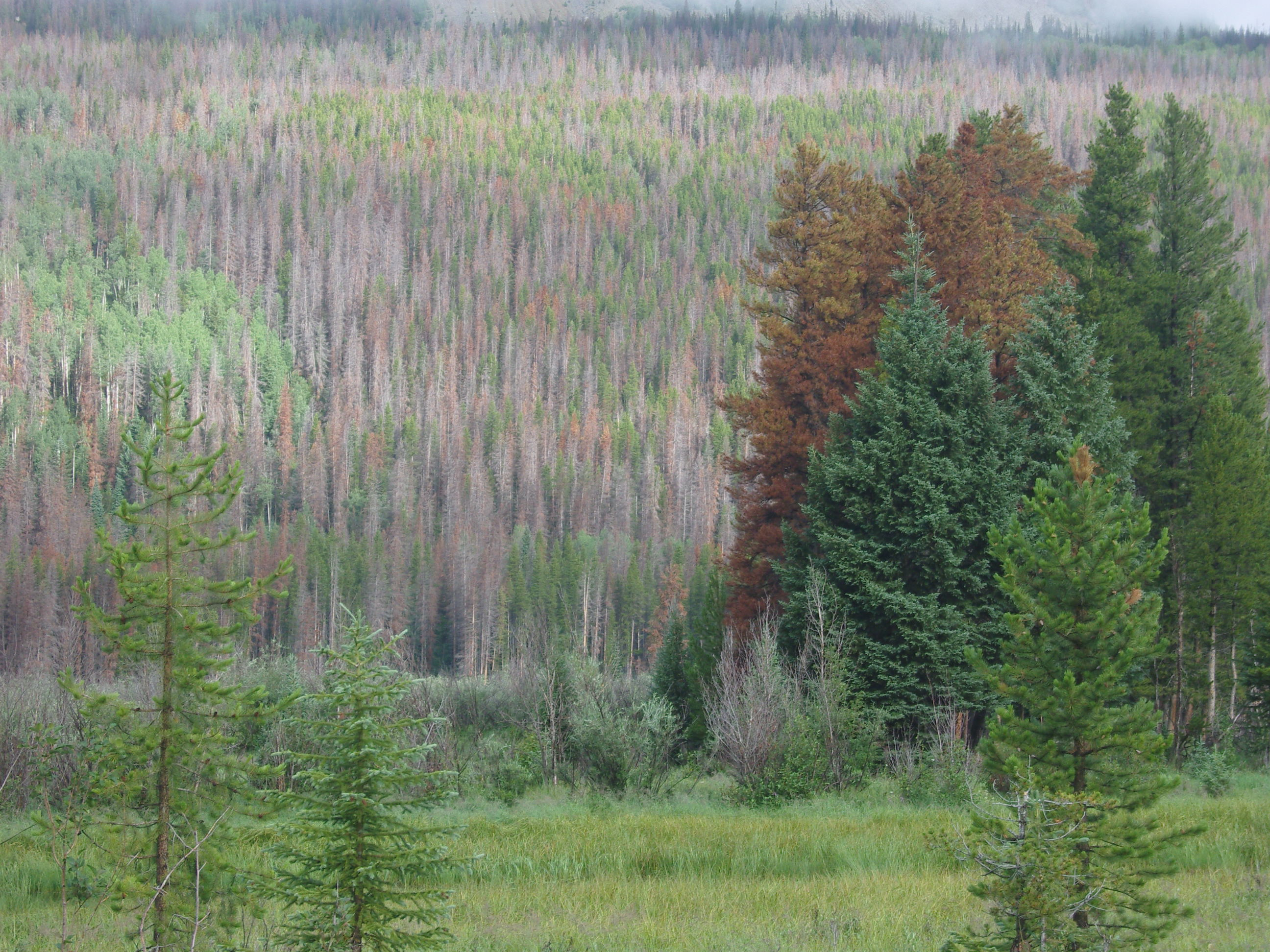
Waldsterben im Rocky-Mountain-Nationalpark, Colorado/USA, Sommer 2010

Seit mehreren Jahren nimmt das Waldsterben in den gesamten Rocky Mountains erschreckende Ausmaße an. Ursache dafür ist eine massenhafte Vermehrung von Schädlingen, die vom milderen Klima profitieren. Insbesondere Nadelbäume sind betroffen, die vom Bergkiefernkäfer befallen werden. Dieser tötet zwar die Bäume nicht, schleppt aber einen Pilz ein, der den Wassertransport nach oben unterbindet, so dass die Bäume vertrocknen. Bei gefällten Bäumen kann man zwischen dem hellen Kernholz und der Borke die vom Pilz zerstörten dunklen Gewebebereiche deutlich erkennen. Im Rocky-Mountain-Nationalpark (Colorado) wurden auf den Campingplätzen bereits die toten Bäume aus Sicherheitsgründen entfernt, so dass sich dort Pionierpflanzen (Weidenröschen, Disteln, aber auch echte Wildrosen) ausbreiten. Dies lockt z. B. Elche und Wapiti in die unmittelbare Nähe der Touristen.
Wegen der riesigen Flächen und der bekannten Gefahren von Pestiziden auf das Ökosystem werden derzeit keine Gegenmaßnahmen unternommen.

## Vegetation

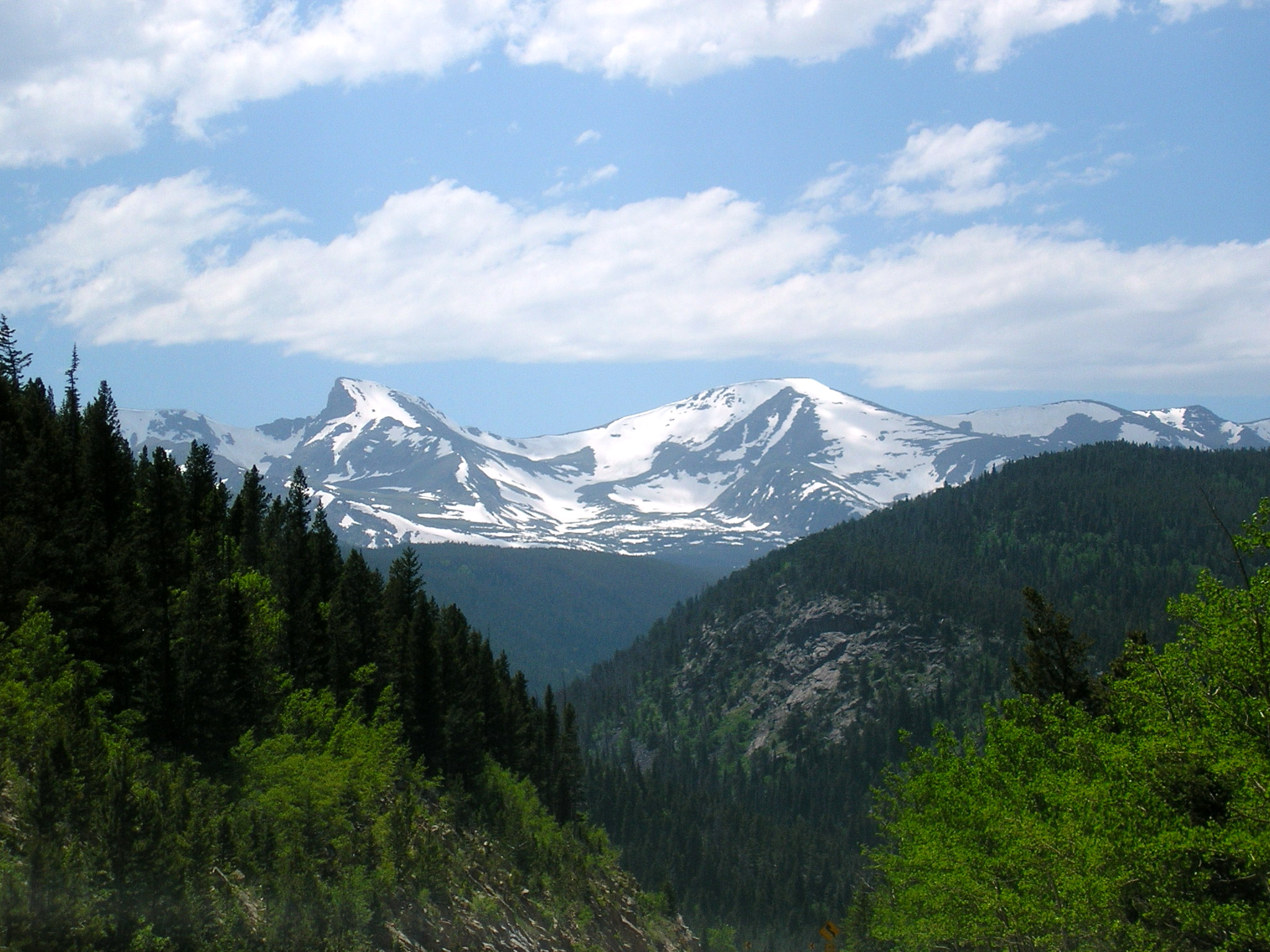
Rocky Mountains in der Nähe von Ward, Colorado

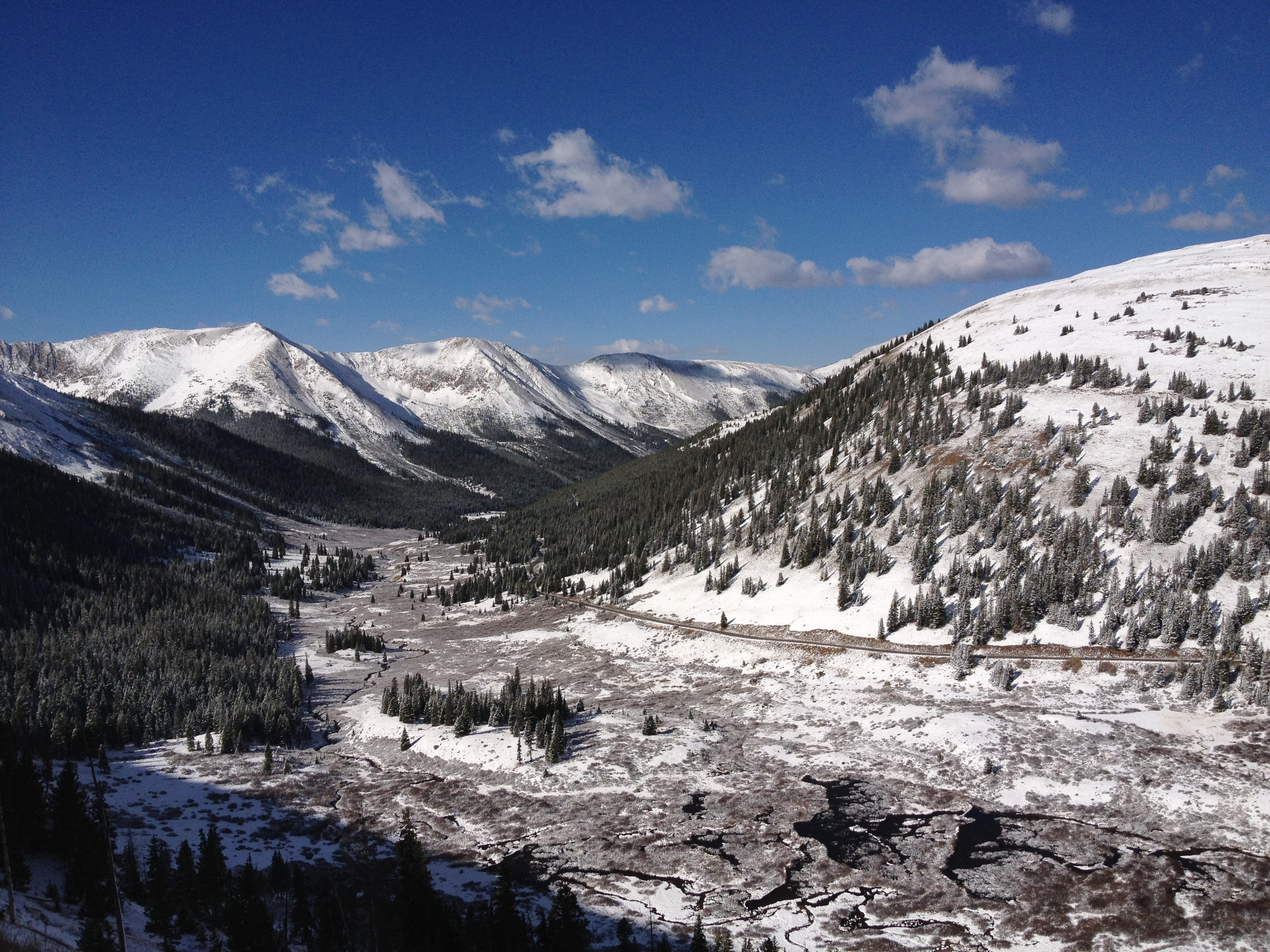
Berglandschaft im zentralen Colorado, südlich von Aspen

Die Vegetation der Rocky Mountains lässt sich in mehrere Höhenstufen unterteilen. Außer in den borealen Bereichen Kanadas, wo die von Fichten dominierten nordischen Nadelwälder der Ebenen in Bergwälder aus Fichten und Kiefern übergehen, sind die großflächigen unteren montanen Bereiche der Rockies im Allgemeinen mit Kiefernwäldern bestanden. Fichten und Tannenarten prägen die schmaleren Bereiche bis zur Waldgrenze.

### Höhenstufen der südlichen Rocky Mountains
Die ersten beiden Stufen sind geprägt von sandigen Böden und Niederschlag von ca. 500 mm. Es gibt kaum dichte Wälder, stattdessen vereinzelte Bäume mit starkem Unterwuchs. Die unterste Bergwaldstufe auf 1500–2200 m wird von verschiedenen Wacholder- (Utah- und Einsamiger Wacholder) und Kiefernarten (Kolorado-Tanne, Küstenkiefer) dominiert, die montane Stufe bis 2700 m von Gelb-Kiefern und Gambel-Eichen. Zwischen 1800 und 2400 m trifft man außerdem häufig Felsengebirgs-Lärchen an.
Ab der dritten Stufe (2700–3200 m) wird der Bergwald dichter und der Unterwuchs nimmt ab. Deshalb sind die nördlichen, höheren Rocky Mountains deutlich dichter bewaldet als die südlichen, die oft bis zur Kuppe mit Gras bewachsen sind. Der Niederschlag auf dieser Stufe ist etwa um die Hälfte größer als auf den beiden unteren. Hier sind häufig Douglasien, Amerikanische Espen und Kolorado-Tannen zu finden.
Die Subalpinstufe reicht bis zur Baumgrenze auf etwa 3800 m. Die dortigen Bäume wachsen weniger stark in die Höhe und die Wälder treten auseinander. Die häufigsten Baumarten auf dieser Stufe sind die Engelmann-, Blau- und Weiß-Fichten, Felsen-Tannen sowie Nevada-Zirbelkiefern und Grannenkiefern.
Auf der letzten Vegetationsstufe, der alpinen Tundra, wachsen kleinwüchsige Pflanzen wie Sträucher, Büsche, Blumen und Gräser. Bei den holzigen Pflanzen sind hier besonders strauchförmige Weidenarten (zum Beispiel Arktische Weiden) vertreten. Bei den Stauden dominieren Hahnenfußgewächse (Ranunculus adoneus), Berufkräuter (Erigeron simplex), Raublattgewächse (Eritrichum aretioides) und Dickblattgewächse (Rhodiola integrifolia); bei den Gräsern Alpen-Rispengras und Rasen-Schmiele.

## Geschichte der menschlichen Besiedlung
Gegen Ende der letzten großen Eiszeit öffnete sich zwischen den Gletschern der Rocky Mountains und dem Laurentidischen Eisschild ein Eisfreier Korridor. In der Klimageschichte und der Paläontologie wird diskutiert, ob und ab wann der Korridor für jagbares Wild und ihm folgende Menschen passierbar war. Er gilt als ein möglicher Wanderungsweg der Menschen in das Innere des Kontinents bei der Besiedlung Amerikas.
Mit dem weiteren Rückzug der Gletscher bewohnten Indianer-Völker die Rocky Mountains. Zur Zeit der Eroberung Nordamerikas durch europäische Kolonisten lebten unter anderem die Absarokee, Apachen, Arapaho, Bannock, Blackfoot, Cheyenne, Flathead, Lakota, Shoshone und Ute zeitweise oder permanent in den Rocky Mountains oder den dazwischenliegenden Hochebenen. Viele dieser Völker zogen im Herbst und Winter in die Ebenen, um von Bisons und anderem Großwild zu leben, und im Frühling und Sommer in die Berge, wo sie Fische fingen, Wild jagten und Beeren und Wurzeln sammelten.

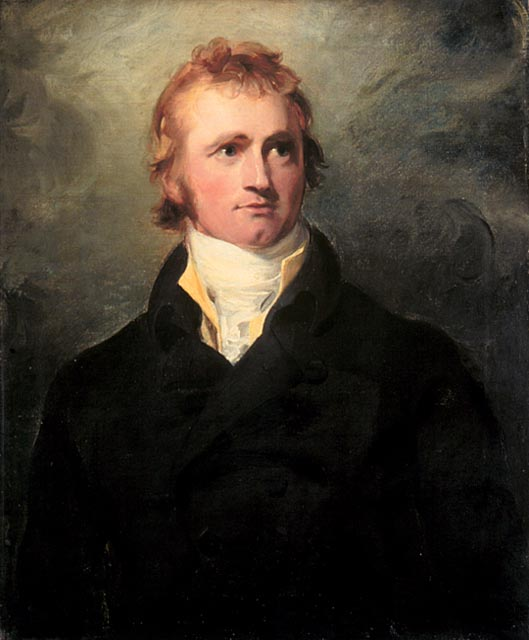
Alexander Mackenzie um 1800

Ab 1720 drangen die ersten weißen Fallensteller, Jäger und Mineraliensucher in die Rocky Mountains ein. Bald war das Gebirge als reiches Pelzgebiet bekannt. Pelzhandels-Kompanien wie die Hudson’s Bay Company und die North West Company in Kanada sowie die American Fur Company und die Missouri Fur Company (später: Rocky Mountains Fur Company) in den USA kämpften verbissen um die Vorherrschaft in den Rocky Mountains. Zu den weißen Pionieren der Rocky Mountains zählten William Henry Ashley, Jim Bridger, Kit Carson, John Colter, Thomas Fitzpatrick, Andrew Henry, Jedediah Smith und David Thompson. Im Jahre 1793 überquerte Alexander MacKenzie von der Hudson’s Bay Company als erster Weißer die Rocky Mountains. Seine Route führte vom Fort Chipewyan über den Peace und Fraser River in die Gegend des heutigen Vancouver. Die Lewis-und-Clark-Expedition von 1804 bis 1806 war die erste wissenschaftliche Forschungsreise über das Gebirge. Botaniker, Zoologen, Geologen und andere Fachleute sammelten erste Daten über die Rocky Mountains. Die Expedition war Auftakt der Eroberung des Westens von Nordamerika. Im Frühjahr 1824 entdeckte Jedediah Smith mit dem South Pass im heutigen Wyoming einen mit Lasten-Karawanen und Planwagen passierbaren Übergang in den mittleren Rocky Mountains. Der Pass wurde zum zentralen Punkt aller Handels- und Siedlerströme bei der Besiedelung des amerikanischen Westens zwischen 1830 und 1869.
1847 begannen sich die Mormonen beim Großen Salzsee niederzulassen. 1858 wurde in Colorado Gold gefunden. In der Folge erschlossen die Weißen das Gebiet, bauten eine transkontinentale Eisenbahn und eröffneten mit dem Yellowstone den ersten Nationalpark der Welt. Immer mehr weiße Siedler ließen sich in den Tälern und Minen-Städten nieder und verdrängten die indianischen Völker in Reservate. Gegen Ende des 19. Jahrhunderts wurden weitere Gebiete in den Rocky Mountains unter Schutz gestellt. Die US-Regierung definierte Minen-, Holzwirtschafts-, Landwirtschafts- und Erholungszonen. Aus Camps und Zeltstätten wurden Forts und Farmen und letztlich Dörfer und Städte.

## Tourismus und Industrie

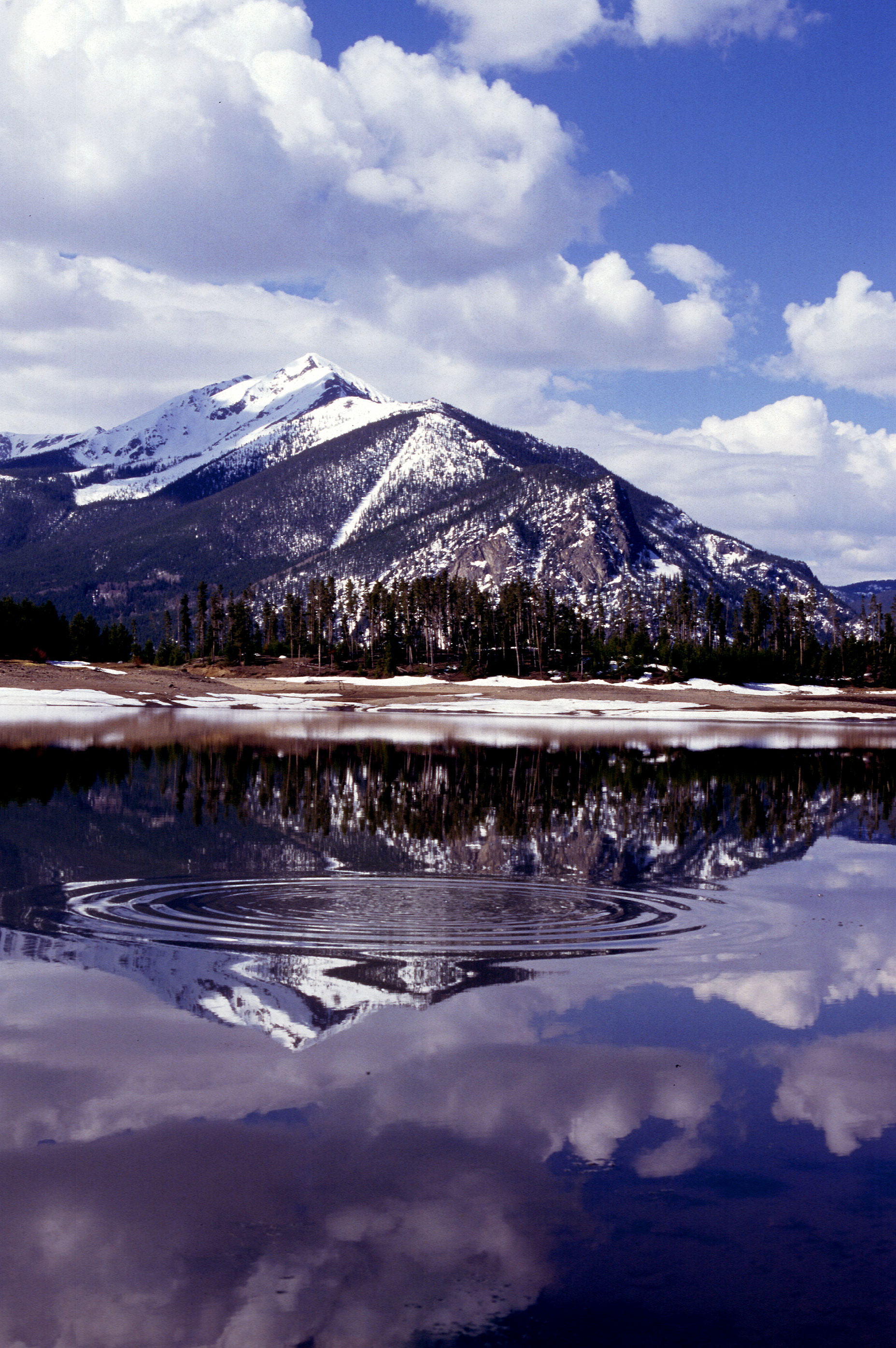
Schneeschmelze aus den Bergen sammelt sich in einem See, in den Rocky Mountains nahe Dillon, Colorado

Bergbau und Tourismus sind die wichtigsten Wirtschaftszweige in den Rocky Mountains. Daneben gibt es Vieh-, Forst- und etwas Landwirtschaft.

### Bergbau
In den Rocky Mountains wurden wertvolle Mineralien wie Blei, Gold, Kupfer, Molybdän, Silber, Wolfram und Zink gefunden. Die dazwischenliegenden Hochebenen enthalten außerdem Kohle, Erdgas, Erdöl und Ölschiefer.
Das Climax-Bergwerk nahe Leadville, Colorado war über 100 Jahre (1879–1986) lang der weltgrößte Hersteller von Molybdän. Molybdän wird als Legierungselement für hitzeresistenten Stahl beispielsweise in Turbinen und Kraftwerken eingesetzt. Die Mine in Climax beschäftigte einst über 3000 Arbeiter. Die Coeur-d’Alene-Mine in Nord-Idaho fördert Silber, Blei und Zink. Kanadas größtes Kohlebergwerk liegt im Crowsnest Coal Field in der Nähe von Sparwood und Elkford in British Columbia, darüber hinaus gibt es Kohlebergwerke nahe Hinton in Alberta.
Der Abbau von Bodenschätzen führte in den Rocky Mountains vielerorts zu verseuchten und verschmutzten Gewässern und Böden.

### Tourismus
Mit durchschnittlich vier Einwohnern pro Quadratkilometer ist die Bevölkerungsdichte der Rocky Mountains ziemlich niedrig und es gibt nur wenige Städte mit mehr als 50.000 Einwohnern. Dennoch handelt es sich bei dem Gebirge um ein beliebtes Urlaubsziel für Menschen, die entweder die Landschaft genießen oder sich sportlich betätigen möchten. Jährlich reisen mehrere Millionen Touristen in die Rocky Mountains. Im Sommer sind die beliebtesten Attraktionen in den USA Pikes Peak, Royal Gorge, Rocky-Mountain-Nationalpark, Yellowstone-Nationalpark, Grand-Teton-Nationalpark und der Glacier-Nationalpark und in Kanada Waterton-Lakes-Nationalpark, Banff-Nationalpark, Jasper-Nationalpark, Yoho-Nationalpark, Kootenay-Nationalpark, Mount-Revelstoke-Nationalpark und Glacier-Nationalpark sowie der Mount Robson Provincial Park. Mount-Revelstoke-Nationalpark und Glacier-Nationalpark liegen westlich der eigentlichen Rocky Mountains in den Columbia Mountains, getrennt durch den breiten Rocky Mountain Trench, der vom Columbia River durchflossen wird. Im Winter dagegen ist Skisport der wichtigste Anziehungspunkt. Die wichtigsten Skigebiete sind Aspen, Vail, Keystone, Breckenridge und Copper Mountain in Colorado; Alta, Park City und Snowbird in Utah; Sun Valley in Idaho; Whitefish Mountain Resort (ehemals Big Mountain) und Big Sky in Montana; Lake Louise und Sunshine Village in Alberta, sowie Fernie und Whistler in British Columbia.